# Kids Baking Championship
Kids Baking Championship è un reality di pasticceria prodotto da Levity Entertainment Group per Food Network. I partecipanti hanno tra gli 8 e i 13 anni, tutti statunitensi. Il programma si basa su delle sfide di pasticceria, una per ogni puntata, al termine di ogni puntata uno o più concorrenti vengono eliminati, fino alla finale dove viene eletto il vincitore tra gli ultimi tre o quattro finalisti. la vincitrice della prima stagione ricevette diversi premi tra cui 10000 $, il titolo di "Kids Baking Champion" e un articolo su Food Network Magazine. Dalla seconda stagione in poi il premio diventa di 25000 $. Dalla quarta stagione viene reintrodotto l'articolo su Food Network Magazine. Con le diverse stagioni cambia anche il numero dei partecipanti: 10 nella prima, 8 nella seconda 12 nelle altre tranne la quinta e la settima con 9 partecipanti ciascuna. Il programma è stato condotto da Valerie Bertinelli e Duff Goldman per tutte le edizioni

## Stagione 1
| Concorrente      | Età | Provenienza                  | Posizione  |
| ---------------- | --- | ---------------------------- | ---------- |
| Hollis Johnson   | 12  | Jacksonville, Florida        | Vincitrice |
| Annika Coffman   | 11  | Boise, Idaho                 | 2º posto   |
| Natalie Venable  | 11  | Westlake Village, California | Finalisti  |
| Jackson Fujimori | 11  | Torrance, California         | Finalisti  |
| Cody Vasquez     | 12  | Gilbert, Arizona             | 5º Posto   |
| Payton Palaez    | 10  | San Francisco, California    | 6º posto   |
| Caroline Binkley | 12  | Delaware, Ohio               | 8º posto   |
| Anthony Smith    | 11  | Rochester, New York          | 8º posto   |

## Stagione 2
| Concorrente                | Età | Provenienza               | Posizione                 |
| -------------------------- | --- | ------------------------- | ------------------------- |
| Rebecca Beale              | 13  | Graham, Texas             | Vincitrice                |
| Yahshimabet Sellassie-Hall | 12  | Oakland, California       | 2º posto                  |
| Matthew Merrill            | 11  | Great Falls, Virginia     | 2º posto                  |
| Peggy Fischer              | 10  | St. Johnsbury, Vermont    | Eliminata nell'episodio 7 |
| Jane Haviland              | 10  | Ann Arbor, Michigan       | Eliminata nell'episodio 6 |
| Alex Portis                | 12  | Monroeville, Pennsylvania | Eliminato nell'episodio 5 |
| Emma Wensing               | 11  | Austin, Texas             | Eliminata nell'episodio 4 |
| Colby Lacasse              | 10  | Blue Hill, Maine          | Eliminato nell'episodio 3 |
| Ryan Wilson                | 11  | Danville, California      | Eliminato nell'episodio 2 |
| Alex Alcorta               | 10  | Austin, Texas             | Eliminato nell'episodio 1 |

## Stagione 3
| Concorrente         | Età | Provenienza                | Posizione |
| ------------------- | --- | -------------------------- | --------- |
| Aidan Berry         | 12  | Shalimar, Florida          | Vincitore |
| Justice Faustina    | 12  | Napa, California           | 2º posto  |
| Kaniyah Cary        | 10  | Portsmouth, Virginia       | 2º posto  |
| Cole Frederickson   | 12  | Thousand Oaks, California  | 4º posto  |
| Audra Tow           | 11  | Aurora, Colorado           | 5º posto  |
| Jason Intravartolo  | 11  | Seattle, Washington        | 6º posto  |
| Reese Smith         | 10  | Bloomfield Hills, Michigan | 7º posto  |
| Maya Jindal         | 9   | Great Falls, Virginia      | 8º posto  |
| Keili Gorczyca      | 10  | San Francisco, California  | 9º posto  |
| Dylin Musgrove      | 12  | Augusta, Georgia           | 10º posto |
| Charlotte d'Arabian | 10  | Coronado, California       | 11º posto |
| Brooke Cumberland   | 9   | Old Greenwich, Connecticut | 12º posto |

## stagione 4
| Concorrente     | Età | Provenienza                        | Posizione  |
| --------------- | --- | ---------------------------------- | ---------- |
| Linsey Lam      | 13  | Closter, New Jersey                | Vincitrice |
| Abby Martin     | 13  | Franklin, Wisconsin                | 2º posto   |
| Alex Czajka     | 12  | Edmonton, Alberta                  | 2º posto   |
| Bryn Montgomery | 11  | South Hill, Virginia               | 4º posto   |
| Julia Betz      | 12  | Key Biscayne, Florida              | 5º Posto   |
| Luke Jonsson    | 13  | Rancho Santa Margarita, California | 6º posto   |
| Aditya Pillutla | 12  | Cary, North Carolina               | 7º posto   |
| Soleil Thomas   | 12  | Livingston, New Jersey             | 8º posto   |
| Beverly Hepler  | 10  | Foster City, California            | 9º posto   |
| Grady Holloway  | 11  | Chesterfield, Missouri             | 10º posto  |
| Gareth Bennett  | 10  | Gaithersburg, Maryland             | 11º posto  |
| Michael Platt   | 11  | Bowie, Maryland                    | 12º posto  |

## stagione 5
| Concorrente    | Età | Provenienza          | Posizione  |
| -------------- | --- | -------------------- | ---------- |
| Natasha Jiwani | 13  | Bellevue, Washington | Vincitrice |
| Taylor Inouye  | 12  | Kailua, Hawaii       | 2ºposto    |
| Matthew Azuma  | 12  | Glendora, California | 2ºposto    |
| Issi Neufield  | 11  | Dallas, Texas        | 4º posto   |
| Saylor Herrin  | 11  | Ailey, Georgia       | 5º Posto   |
| Davey Treen    | 10  | Akron, Ohio          | 6º posto   |
| Mekdes Bass    | 10  | Boulder, Colorado    | 7º posto   |
| Enzo Cosani    | 10  | Orlando, Florida     | 8º posto   |
| Zach Atlas     | 13  | New York, New York   | 9º posto   |

## stagione 6
| Concorrente       | Età | Provenienza            | Posizione  |
| ----------------- | --- | ---------------------- | ---------- |
| Paige Goehner     | 11  | Blaine, Minnesota      | Vincitrice |
| Davis Sams        | 13  | Vancouver, Canada      | 2º posto   |
| Meadow Roberts    | 10  | Minneapolis, Minnesota | 2º posto   |
| Jaxon Remillard   | 11  | Mansfield, Texas       | 4º posto   |
| Nyah Rosado       | 11  | New Rochelle, New York | 5º Posto   |
| Madison Totaro    | 10  | Austin, Texas          | 6º posto   |
| Karthik Vemparala | 11  | Somerset, New Jersey   | 7º posto   |
| Jenna Alnatur     | 9   | Clifton, New Jersey    | 8º posto   |
| Misha Jones       | 12  | Annapolis, Maryland    | 9º posto   |
| Gavin Crawford    | 11  | Houston, Texas         | 10º posto  |
| Brooklyn Kyzar    | 12  | Silverhill, Alabama    | 11º posto  |
| Kasey Moeggenborg | 13  | Rockford, Michigan     | 12º posto  |

## stagione 7
| Concorrente      | Età | Provenienza          | Posizione |
| ---------------- | --- | -------------------- | --------- |
| Trevin Alford    | 11  | Washington, Indiana  | Vincitore |
| Sophie Tate      | 12  | Stansbury Park, Utah | 2º posto  |
| Tarek Husseini   | 13  | St. Louis, Missouri  | 2º posto  |
| Taylor Pusha     | 12  | Roanoke, Virginia    | 4º posto  |
| Brooke Waters    | 11  | Selma, Alabama       | 5º Posto  |
| Brady Stewart    | 11  | San Angelo, Texas    | 6º posto  |
| Tori Church      | 12  | Nashville, Tennessee | 7º posto  |
| Dharma Sabapathy | 11  | Austin, Texas        | 8º posto  |
| Sophia Elrod     | 10  | Nashville, Tennessee | 9º posto  |

## stagione 8
| Concorrente      | Età | Provenienza                 | Posizione  |
| ---------------- | --- | --------------------------- | ---------- |
| Graysen Pinder   | 13  | Wilmington, North Carolina  | Vincitrice |
| Reggie Strom     | 12  | Bend, Oregon                | 2º posto   |
| Sam Occhiogrosso | 11  | West Hartford, Connecticut  | 2º posto   |
| Morgan Chaffin   | 11  | Glen Burnie, Maryland       | 4º posto   |
| Liam Bizjack     | 12  | El Dorado Hills, California | 5º Posto   |
| Naima Winston    | 11  | Baltimore, Maryland         | 6º posto   |
| Avner Schwartz   | 12  | Haverford, Pennsylvania     | 7º posto   |
| Anthony Fontanez | 12  | Belmar, New Jersey          | 8º posto   |
| Saleem Sandhu    | 12  | Yuba City, California       | 9º posto   |
| Elise Sammis     | 11  | Chapin, South Carolina      | 10º posto  |
| Sahana Gade      | 11  | Sugar Land, Texas           | 11º posto  |
| Phoebe Gore      | 11  | New York, New York          | 12º posto  |